# Augustin Čižek
Augustin Čižek, též Augustin Čížek (17. srpna 1877 Příbram – 9. srpna 1946 Příbram), byl československý politik a meziválečný poslanec Národního shromáždění za Československou stranu lidovou.

## Biografie
Podle údajů k roku 1929 byl profesí voskařem a starostou Příbrami. Starostenský post zastával v letech 1928-1941.
Po parlamentních volbách v roce 1929 získal za Československou stranu lidovou poslanecké křeslo v Národním shromáždění. Mandát ale nabyl až dodatečně, v prosinci 1934, jako náhradník poté, co zemřel poslanec Václav Myslivec.
Zemřel roku 1946 a byl pohřben na Městském hřbitově v Příbrami.